# Shapkarev Buttress
Shapkarev Buttress (englisch; bulgarisch Шапкарев рид Schapkarew rid) ist ein abgerundeter, größtenteils vereister, 1600 m hoher und in ost-westlicher Ausrichtung 13 km langer sowie 16 km breiter Gebirgszug an der Fallières-Küste des Grahamlands auf der Antarktischen Halbinsel. Auf der Westseite des Hemimont Plateau ragt er 12,7 km südlich des Hayduta Buttress, 18,2 km nordnordöstlich des Bunovo Peak und 11,4 km ostnordöstlich des Glavinitsa Peak auf. Seine steilen Süd-, West- und Nordhänge sind teilweise unvereist. Der Forbes-Gletscher liegt südlich, der Marwodol- und der Kaschin-Gletscher westlich sowie der Perutz-Gletscher nördlich von ihm.
Britische Wissenschaftler kartierten ihn 1978. Die bulgarische Kommission für Antarktische Geographische Namen benannte ihn 2016 nach dem bulgarischen Folkloristen und Ethnologen Kusman Schapkarew (1834–1909).